# Parc national de Siberut
Le parc national de Siberut est un parc national qui occupe 47 % de l'espace de l'île de Siberut, située dans l'archipel des Mentawai dans le Sumatra occidental en Indonésie. L'ensemble de l'île, parc inclus, fait partie du réseau mondial des réserves de biosphère. Il a été créé en 1993.
Parmi les aspects notables du parc, on peut évoquer sa faune endémique, sa flore et ses habitants indigènes, les Mentawai, qui vivent encore aujourd'hui selon leur tradition ancestrale de chasseurs-cueilleurs. Les îles Mentawai se seraient détachées de Sumatra il y a 500 000 ans, ce qui y a favorisé la production d'écosystèmes uniques. 

## Faune et flore
L'écosystème dominant du parc est la forêt tropicale composée de dipterocarpaceae mais celui-ci renferme quatre autres écosystèmes : forêt primaire mixte, forêt marécageuse, forêt côtière et forêt de mangrove. Un total de 864 espèces de plantes a été recensé dans le parc.
Le parc protège quatre espèces endémiques de primates en danger : le gibbon de Kloss (Hylobates klossii), le macaque de Siberut (Macaca siberu), le semnopithèque de Siberute (Presbytis potenziani ssp. siberu) et le nasique des îles Pagai (Simias concolor ssp. siberu). Sur 31 espèces de mammifères présentes dans le parc, il y a quatre espèces endémiques d'écureuils.
Le parc accueille également 134 espèces d'oiseaux dont 19 sont endémiques, par exemple le petit-duc des Mentawai.

## Conservation et menaces
La protection de l'environnement de l'île a commencé en 1976 avec la création du refuge de la vie sauvage Teitei Batti sur 6 500 hectares. En 1979, cette zone a été étendue à 56 500 hectares et est devenue réserve naturelle. En 1981, l'ensemble de l'île a été intégrée au Programme sur l'homme et la biosphère. En 1993, le parc national de Siberut a été créé sur 190 500 hectares.
Des concessions forestières menacent 70 % des forêts en dehors du parc et ainsi, l'ensemble de l'écosystème de l'île.